# Pseudoclimaciella machadoi
Pseudoclimaciella machadoi là một loài côn trùng trong họ Mantispidae thuộc bộ Neuroptera. Loài này được Handschin & Markl miêu tả năm 1955.